# Organisation (grup)
Organisation és el nom d'un grup de rock experimental alemany, que va estar actiu a finals de la dècada dels anys 60. És notable, sobretot, perquè Ralf Hütter i Florian Schneider, fundadors de Kraftwerk, van ser-ne membres.
A més de Hütter (orgue) i Schneider (flauta), Organisation estava format per Basil Hammoudi (veu, percussió), Butch Hauf (baix i percussió) i Fred Monicks (bateria i percussió).
Només van publicar un àlbum, Tone Float, l'any 1970; després de la seva edició, Organisation es van dissoldre i el duet Hütter-Schneider creà el grup pel qual són coneguts des d'aleshores, Kraftwerk.